# Stockerau
Stockerau je grad u Austriji smješten na sjeveroistoku države, sjeverno od Beča. Nalazi se u pokrajini Donja Austrija.

## Zemljopis
Stockerau se nalazi u sjeveroistočnom dijelu Austrije, na 27 km sjeverno od glavnog grada Beča. Grad je izrastao na mjestu gdje Dunav pravi nagli zaokret prema jugoistoku zbog pružanja krajnjih dijelova Alpa (Bečka šuma), koji ovdje dopiru do oboda Bečke kotline. Nadmorska visina grada je oko 176 metara. Gradska okolina je ravničarska i poznata po ratarstvu. Površina Stockeraua iznosi 37.41 km2.

## Stanovništvo
Danas je Stockerau grad s oko 15.000 stanovnika. Posljednjih desetljeća broj gradskog stanovništva se značajno povećava zbog širenja gradskog područja Beča.

## Ostalo
Iz Stockeraua je Sveti Koloman.

## Vanjske poveznice
- http://www.stockerau.gv.at/system/web/default.aspx